# گزنک
گَزَنَک شهری در بخش لاریجان شهرستان آمل استان مازندران در ایران است.
شهر کوهستانی گزنک به وسعت ۳۰۰ هکتار از سال ۱۳۷۹ به دلیل واقع بودن در مرکز بخش لاریجان بعنوان شهر به رسمیت شناخته شد؛ و شهرداری گزنک از سال ۱۳۸۱ فعالیت خود را آغاز نمود.
فرهنگ جغرافیائی ایران در جلد سوم خود می‌نویسد: گزنک دهی است از دهستان بالا لاریجان شهرستان آمل، واقع در ۸ هزار گزی شمال رینه. هوای آن سرد و دارای ۲۲۵ تن سکنه است. آب آنجا از چشمه سار و هراز تأمین می‌شود. محصول آن غلات و لبنیات، حبوبات و شغل اهالی زراعت و راه آن مالرو است. دو زیارتگاه دارد . در کتاب تاریخی خواجه تاجدار نوشته ژان گور فرانسوی که ذبیح‌الله منصوری آن را به پارسی برگردانده‌است آمده محمد قلی خان سیاه و سفید دو سردار لاریجان از هالی گزنک حاضر به سرسپردن به حکومت آقا محمد قاجار نمی‌شوند و این امر نبرد سختی را میان خوانین لاریجان و آقا محمد خان قاجار به میان آورد در اولین نبرد که در حوالی پارک میرزا کوچک امروزه آمل به وقوع پیوست لاریجانی‌ها به رهبری محمد قلی سیاه و سفید به پیروزی می‌رسند و آقا محمد خان را به اسارت می‌برند که بعدها توسط حاجی حلال خور بابلی موجبات آزادی او فراهم می‌شود در نبر بعدی خوانین لاریجان شکست می‌خورند املاک آنها مصادره می‌شود و محمد قلی سفید را در رودخانه هراز غرق می‌کنند البته خود سردار به انتخاب خود بعد از شکست و اسارت این مرگ را انتخاب می‌کند دربارهٔ محمد قلی خان سیاه نیز در کتاب بزرگان آمل آمده محمد قلی خان سیاه را پس از کشتن در یکی از روستاهای طراف آمل دفن می‌کنند و از سر سربازانش در سبزه میدان آمل مناره می‌سازند.در گزنک دو طایفه بزرگ وجود دارد بنام سیاه دسته و طایفه بارکه که در طول تاریخ باهم در رقابت و نزاع بودند .از آخرین بزرگان این دو طایفه میتوان به حاج حسین آخانی و حاج احمد آقاجانی و در طایفه بارکه به حاج محمد رضا نیکنژاد و حاج ابراهیم نیک زاد با نام مستعار گداش اشاره کرد که مردی تنومند و قدی هیکل بوده است .
در این شهر  میتوان به طایفه های کوچکتری مانند .
حسین زاده .نجاری .زاهدی .ابراهیمی .رحمانی .
نیز اشاره کرد .

## جمعیت
بر اساس سرشماری سال ۱۳۹۵ جمعیت این شهر برابر با ۳۱۹ نفر جمعیت بوده‌است؛ که با این حساب، این شهر جزو ۱۰ شهر دارای کمتر از ۱۰۰۰ نفر جمعیت در ایران است. مردم گزنک به گویش آملی که گویشی از زبان مازندرانی است صحبت می‌کنند.
| نقشه استان مازندران به تفکیک شهرستان دریای مازندران رامسر تنکابن عباس آباد کلاردشت چالوس نوشهر نور محمودآباد آمل فریدون کنار سیمرغ بابلسر بابل قائم‌شهر جویبار سوادکوه شمالی سوادکوه ساری میان دورود نکا بهشهر گلوگاه سمنان تهران البرز گیلان گلستان قزوین |